# Koeleria micrathera
Koeleria micrathera là một loài thực vật có hoa trong họ Hòa thảo. Loài này được (Desv.) Griseb. mô tả khoa học đầu tiên năm 1879.